# Islam El-Shehabi
Islam El-Shehabi –en árabe, إسلام الشهابي– (El Cairo, 1 de agosto de 1982) es un deportista egipcio que compitió en judo..
Ganó una medalla en el Campeonato Mundial de Judo de 2010 y veintiuna medallas en el Campeonato Africano de Judo entre los años 2001 y 2015. En los Juegos Panafricanos de 2011 consiguió una medalla de plata.
Después de la controversia producida por negarse a estrechar la mano del yudoca israelí Or Sasson, quien lo derrotó en los Juegos Olímpicos de Río de Janeiro de 2016, El-Shehabi anunció que se retira del deporte. El acto le valió la reprimenda de la Federación Internacional de Judo y del Comité Disciplinario del Comité Olímpico Internacional.

## Palmarés internacional
| Campeonato Mundial  | Campeonato Mundial           | Campeonato Mundial | Campeonato Mundial |
| Año                 | Lugar                        | Medalla            | Categoría          |
| ------------------- | ---------------------------- | ------------------ | ------------------ |
| 2010                | Tokio (Japón)                | Medalla de bronce  | +100 kg            |
| Juegos Panafricanos |                              |                    |                    |
| Año                 | Lugar                        | Medalla            | Categoría          |
| 2011                | Maputo (Mozambique)          | Medalla de plata   | +100 kg            |
| Campeonato Africano |                              |                    |                    |
| Año                 | Lugar                        | Medalla            | Categoría          |
| 2001                | Trípoli (Libia)              | Medalla de plata   | –100 kg            |
| 2001                | Trípoli (Libia)              | Medalla de bronce  | Abierta            |
| 2002                | El Cairo (Egipto)            | Medalla de oro     | +100 kg            |
| 2004                | Túnez (Túnez)                | Medalla de oro     | Abierta            |
| 2004                | Túnez (Túnez)                | Medalla de bronce  | +100 kg            |
| 2005                | Puerto Elizabeth (Sudáfrica) | Medalla de plata   | +100 kg            |
| 2005                | Puerto Elizabeth (Sudáfrica) | Medalla de plata   | Abierta            |
| 2006                | Puerto Louis (Mauricio)      | Medalla de plata   | +100 kg            |
| 2008                | Agadir (Marruecos)           | Medalla de oro     | Abierta            |
| 2008                | Agadir (Marruecos)           | Medalla de plata   | +100 kg            |
| 2009                | Puerto Louis (Mauricio)      | Medalla de oro     | +100 kg            |
| 2009                | Puerto Louis (Mauricio)      | Medalla de oro     | Abierta            |
| 2010                | Yaundé (Camerún)             | Medalla de oro     | +100 kg            |
| 2010                | Yaundé (Camerún)             | Medalla de plata   | Abierta            |
| 2011                | Dakar (Senegal)              | Medalla de oro     | +100 kg            |
| 2011                | Dakar (Senegal)              | Medalla de oro     | Abierta            |
| 2012                | Agadir (Marruecos)           | Medalla de plata   | +100 kg            |
| 2013                | Maputo (Mozambique)          | Medalla de oro     | Abierta            |
| 2013                | Maputo (Mozambique)          | Medalla de bronce  | +100 kg            |
| 2014                | Puerto Louis (Mauricio)      | Medalla de plata   | +100 kg            |
| 2015                | Libreville (Gabón)           | Medalla de plata   | +100 kg            |